# Carl Christian Ullmann
Carl Christian Ullmann, född den 15 mars 1796 i Epfenbach i Pfalz, död den 12 januari 1865 i Karlsruhe, var en tysk teolog.
Ullmann blev 1821 extra ordinarie och 1826 ordinarie teologie professor i Heidelberg, 1829 i Halle och 1836 åter i Heidelberg. Han kallades 1853 till prelat och medlem av överkyrkorådet i Baden, till vars direktor han utnämndes 1856. 
Till sin teologiska inriktning starkt påverkad av Schleiermacher, hyllade Ullmann den så kallade förmedlingsteologin. Flera av hans många arbeten, särskilt på det kyrkohistoriska området, är av bestående värde, framför allt Reformatoren vor der Reformation (1841-42; 2:a upplagan 1866). 
Han var också en av de flitigaste medarbetarna i den av honom och Umbreit uppsatta teologiska tidskriften "Theologische Studien und Kritiken" (från 1828), som blev förmedlingsteologins centralorgan. 
Bland hans övriga teologiska arbeten märks Historisch oder mytisch? (1838, mot Strauss), Ueber die Sündlosigkeit Jesu (1841; många upplagor) och Das Wesen des Christenthums (1849; många upplagor). Han fick en minnesteckning av Willibald Beyschlag 1866.